# Maissauer
Die Maissauer waren ein österreichisches Ministerialengeschlecht.

## Geschichte
Ab dem 12. Jahrhundert sind die Herren von Maissau in Niederösterreich nachweisbar. Sie gehörten im Spätmittelalter zu den mächtigsten, reichsten und angesehensten Adelsfamilien des Landes. Ihre Besitzungen reichten von der Wachau über Pöggstall und Zwettl und bis ins heutige Weinviertel. Mehrfach hatten sie hohe Ämter wie jenes des Erbmarschalls, Erbschenken und Schenken inne.
Im Jahr 1122 werden ein Rudolf und Rozinus von Maissau (Missov oder Mihsouw) als erste Vertreter des Geschlechts genannt. Mit dem Tod von Otto IV. von Maissau († 1440) starb das Geschlecht im Mannesstamme aus.

## Wappen

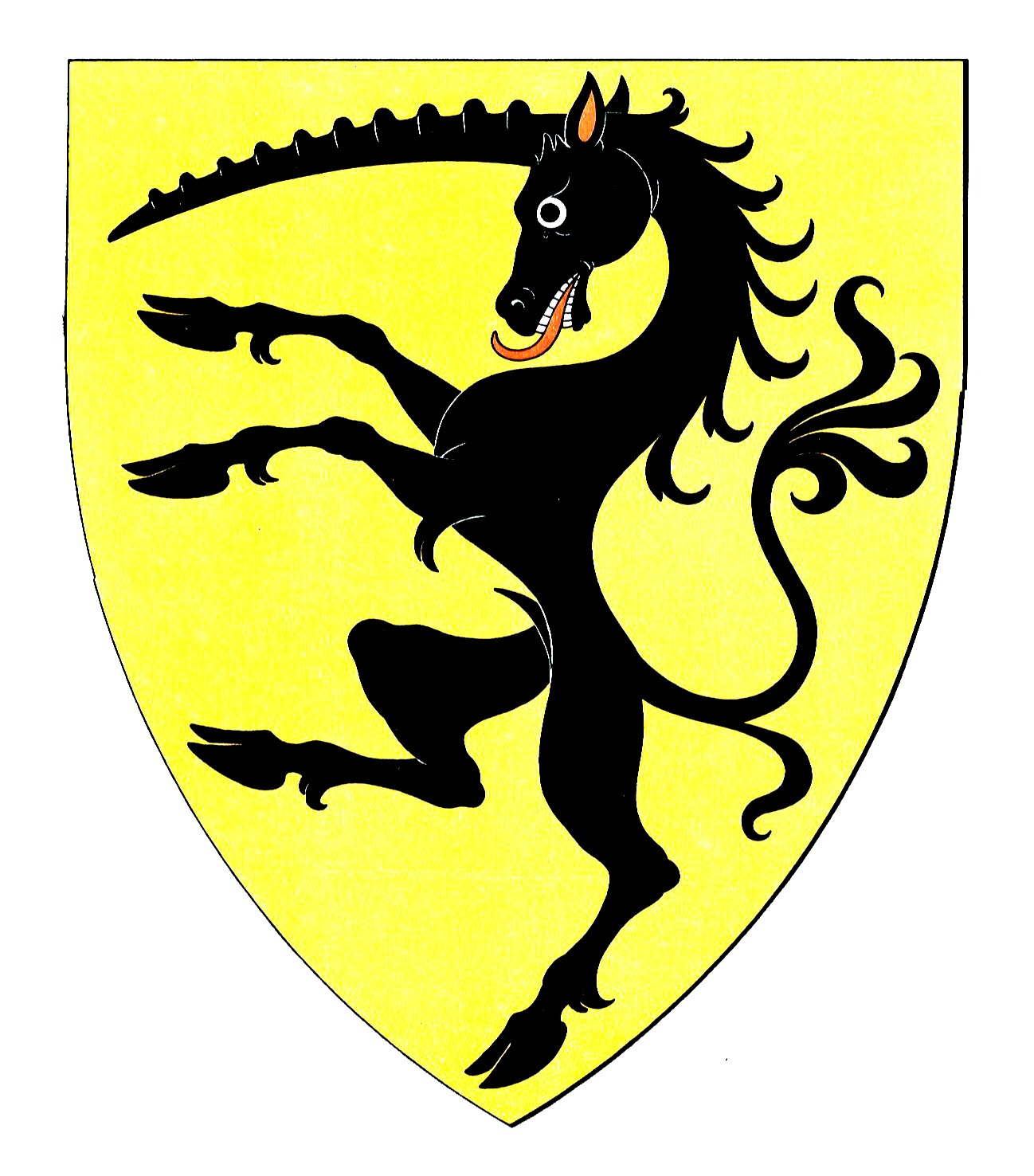
Wappen derer von Maissau

Blasonierung: In Gold ein schwarzes Einhorn. Auf dem Helm ein Gänsenest aus dem drei Gänsehälse emporstehen. Die Helmdecken sind schwarz-golden.

## Persönlichkeiten
- Wernhard von Maissau († um 1380), Landeshauptmann von Oberösterreich und Landmarschall von Österreich
- Heidenreich von Maissau († 1381), Stifter der Kartause Aggsbach
- Otto IV. von Maissau († 1440), letzter männlicher Angehöriger der Familie